# Hrabstwo Pike (Illinois)
Hrabstwo Pike – hrabstwo w USA, w stanie Illinois, według spisu z 2000 roku liczba ludności wynosiła 17 384. Siedzibą hrabstwa jest Pittsfield.

## Geografia
Według spisu hrabstwo zajmuje powierzchnię 2199 km², z czego 2150 km² stanowią lądy, a 48 km² (2,19%) stanowią wody.

### Sąsiednie hrabstwa
- Hrabstwo Brown-północ
- Hrabstwo Scott-wschód
- Hrabstwo Morgan-wschód
- Hrabstwo Greene-południowy wschód
- Hrabstwo Calhoun-południowy wschód
- Hrabstwo Pike (Missouri)-południe
- Hrabstwo Ralls (Missouri)-zachód
- Hrabstwo Adams-północny zachód
- Hrabstwo Marion (Missouri)-północny zachód

Stan Illinois na mapie USA

Hrabstwo Pike jest jednym z nielicznych hrabstw w USA, które graniczy z 9 innymi hrabstwami. W stanie Illinois znajdują się dwa takie hrabstwa, drugim jest hrabstwo La Salle.

## Historia
Hrabstwo Pike powstało w 1821 z hrabstwa Madison. Zostało nazwane na cześć Zebulon'a Pike'a, członka ekspedycji naukowej w 1806 roku mającej na celu stworzenie mapy części Luizjany.

## Demografia
Według spisu z 2000 roku hrabstwo zamieszkuje 17 384 osób, które tworzą 6876 gospodarstw domowych oraz 4778 rodzin. Gęstość zaludnienia wynosi 8 osób/km². Na terenie hrabstwa jest 8011 budynków mieszkalnych o częstości występowania wynoszącej 4 budynków/km². Hrabstwo zamieszkuje 97,38% ludności białej, 1,50% ludności czarnej, 0,17% rdzennych mieszkańców Ameryki, 0,24% Azjatów, 0,03% mieszkańców Pacyfiku, 0,12% ludności innej rasy oraz 0,56% ludności wywodzącej się z dwóch lub więcej ras, 0,50% ludności to Hiszpanie, Latynosi lub inni.
W hrabstwie znajduje się  6876 gospodarstw domowych, w których 30,50% stanowią dzieci poniżej 18 roku życia mieszkający z rodzicami, 58,50% małżeństwa mieszkające wspólnie, 7,80% stanowią samotne matki oraz 30,50% to osoby nie posiadające rodziny. 27,80% wszystkich gospodarstw domowych składa się z jednej osoby oraz 16,10% żyje samotnie i ma powyżej 65 roku życia. Średnia wielkość gospodarstwa domowego wynosi 2,42 osoby, a rodziny wynosi 2,94 osoby.
Przedział wiekowy populacji hrabstwa kształtuje się następująco: 24,10% osób poniżej 18 roku życia, 10,40% pomiędzy 18 a 24 rokiem życia, 25,70% pomiędzy 25 a 44 rokiem życia, 23,20% pomiędzy 45 a 64 rokiem życia oraz 19,20% osób powyżej 65 roku życia. Średni wiek populacji wynosi 40 lat. Na każde 100 kobiet przypada 98,10 mężczyzn. Na każde 100 kobiet powyżej 18 roku życia przypada 95,30 mężczyzn.
Średni dochód dla gospodarstwa domowego wynosi 31 127 USD, a średni dochód dla rodziny wynosi 38 583 dolarów. Mężczyźni osiągają średni dochód w wysokości 27 687 dolarów, a kobiety 18 440 dolarów. Średni dochód na osobę w hrabstwie wynosi 15 946 dolarów. Około 9,80% rodzin oraz 12,40% ludności żyje poniżej minimum socjalnego, z tego 14,70% poniżej 18 roku życia oraz 11,40% powyżej 65 roku życia.

## Miasta
- Barry
- Griggsville
- Pittsfield
- New Canton

## Wioski
- Baylis
- Detroit
- El Dara
- Florence
- Hull
- Kinderhook
- Milton
- Nebo
- New Salem
- Pearl
- Perry
- Pleasant Hill
- Time
- Valley City